# Neocrepidodera
Neocrepidodera es un género de escarabajos de la familia Chrysomelidae. El género fue descrito científicamente primero por Heikertinger en 1911. Esta es una lista de especies pertenecientes a este género:
- Neocrepidodera adelinae Binaghi, 1947
- Neocrepidodera albanica Mohr, 1965
- Neocrepidodera arunachalensis (Basu, 1991)
- Neocrepidodera basalis K. Daniel, 1900
- Neocrepidodera brevicollis J. Daniel, 1904
- Neocrepidodera carolinae Baselga & Novoa, 2005
- Neocrepidodera chinensis (Gruev, 1981)
- Neocrepidodera corpulenta Kutschera, 1860
- Neocrepidodera crassicornis Faldermann, 1837
- Neocrepidodera cyanescens Duftschmid, 1825
- Neocrepidodera cyanipennis Kutschera, 1860
- Neocrepidodera danahina (Basu, 1991)
- Neocrepidodera femorata Gyllenhal, 1813
- Neocrepidodera ferruginea Scopoli, 1763
- Neocrepidodera fulva Kimoto, 1991
- Neocrepidodera gruevi (Kimoto, 1983)
- Neocrepidodera himalayana (Medvedev & Sprecher-Uebersax, 1997)
- Neocrepidodera impressa Fabricius, 1801
- Neocrepidodera interpunctata Motschulsky, 1859
- Neocrepidodera irrorata (Medvedev, 1997)
- Neocrepidodera konstantinovi Baselga, 2006
- Neocrepidodera ligurica J. Daniel, 1904
- Neocrepidodera manipurensis (Basu, 1991)
- Neocrepidodera melanopus Kutschera, 1860
- Neocrepidodera melanostoma Redtenbacher, 1849
- Neocrepidodera motschulskii (Konstantinov, 1991)
- Neocrepidodera motschulskii Konstantinov, 1991
- Neocrepidodera nepalica (Medvedev, 1990)
- Neocrepidodera nigritula Gyllenhal, 1813
- Neocrepidodera nobilis J. Daniel, 1904
- Neocrepidodera norica Weise, 1890
- Neocrepidodera obirensis Ganglbauer, 1897
- Neocrepidodera ohkawai Takizawa, 2002
- Neocrepidodera peirolerii Kutschera, 1860
- Neocrepidodera precaria Baselga & Novoa, 2005
- Neocrepidodera puncticollis Reitter, 1879
- Neocrepidodera rhaetica Kutschera, 1860
- Neocrepidodera satoi Takizawa, 2002
- Neocrepidodera simplicipes Kutschera, 1860
- Neocrepidodera spectabilis J. Daniel, 1904
- Neocrepidodera springeri Heikertinger, 1923
- Neocrepidodera taiwana (Kimoto, 1996)
- Neocrepidodera thoracica (Medvedev, 1990)
- Neocrepidodera transsilvanica Fuss, 1864
- Neocrepidodera transversa Marsham, 1802
- Neocrepidodera wittmeri (Medvedev, 1997)